# Rezolucja Rady Bezpieczeństwa ONZ nr 285
Rezolucja Rady Bezpieczeństwa ONZ nr 285 została przyjęta 5 września 1970 r.
Rada żądała w niej całkowitego i natychmiastowego wycofania wszystkich izraelskich sił zbrojnych z terytorium Libanu.
Rezolucja została przyjęta 14 głosami "za", przy wstrzymaniu się USA.